# Кушонійонський район
Кушонійонський район (до 1965 року — Октябрський, в 1965—1992 — Комуністичний, в 1992—2018 — Бохтарський; тадж. Ноҳияи Кӯшониён) — адміністративна одиниця другого порядку у складі Хатлонської області Таджикистану. Центр — смт Ісмоїлі Сомоні, розташоване за 15 км від Бохтара.

## Географія
Район розташований у долині річки Вахшу. На півночі межує з районом Абдурахмона Джомі, на сході — з Сарбандським, Вахським, на заході — з Хуросонським районами Хатлонської області.

## Населення
Населення — 231400 осіб (2013; 225500 в 2012, 219600 в 2011, 212400 в 2010, 207300 в 2009, 202500 в 2008, 198400 в 2007).

## Адміністративний поділ
Адміністративно район поділяється на 5 джамоатів, до складу яких входить 3 селища та 127 сільських населених пунктів:
| Джамоати                      | Площа, км² | Населення, осіб | Населені пункти |
| ----------------------------- | ---------- | --------------- | --------------- |
| Заргарський джамоат           | -          | 39517           | -               |
| Мехнатободський джамоат       | -          | 25955           | -               |
| Калінінський джамоат          | -          | 26029           | -               |
| Навбахорський джамоат         | -          | 13091           | -               |
| Сарваті-Істіклолський джамоат | -          | -               | -               |

## Історія
Район утворений 1936 року як Октябрський район з частини Курган-Тюбинського району. 6 січня 1965 року перейменований на Комуністичний район. 12 березня 1992 року перейменований на Бохтарський район на честь історичної області Бактрії. 16 лютого 2018 року перейменований на Кушонійонський.